# 勒斯爾維爾 (紐約州)
勒斯爾維爾（英語：Roesselville）是位於美國紐約州奧爾巴尼縣的普查規定居民點。

## 人口
根據2020年美國人口普查的數據，勒斯爾維爾的面積為7.50平方千米，當中陸地面積為7.47平方千米，而水域面積為0.03平方千米。當地共有人口11518人，而人口密度為每平方千米1,535.73人。